# Malitbog (Leyte do Sul)
Malitbog é um município de  quarta classe de renda municipal (d) na província Leyte do Sul, nas Filipinas. De acordo com o censo de 1 de maio  de  2020 possui uma população de 23 256 pessoas e 4 728 domicílios.